# Maywood (banda)
Maywood foi uma dupla feminina neerlandêsa de música pop das décadas de 1970 e 1980. O seu maior êxito comercial foi em 1980, a canção  "Late At Night". A dupla representou os Países Baixos no Festival Eurovisão da Canção 1990 com o tema "Ik wil alles met je delen", que terminou em 15.º lugar. O duo foi formado em 1979 e terminou em 1995. Em 2006, Alice anunciou seu retorno sem sua irmã Caren, mas com uma artista desconhecida chamada Rose Louwers. Sua primeira apresentação foi em Antuérpia, Bélgica, em dezembro de 2006.

## Discografia

### Álbuns
- 1980 - Maywood
- 1981 - Different Worlds
- 1982 - Colour My Rainbow
- 1983 - Het Beste van Maywood
- 1987 - Beside You
- 1990 - Achter De Horizon
- 1991 - 6 Of The Thirties
- 1992 - De Hits Van Maywood
- 1994 - More Maywood
- 1996 - Good For Gold
- 2006 - Box Set 4 CD Collection (somente na Holanda)

### Singles
- 1978 - Since I Met You
- 1979 - You Treated Me Wrong
- 1980 - Mother How Are You Today
- 1980 - Give Me Back My Love
- 1980 - Late At Night
- 1980 - Mutter (somente na Alemanha)
- 1980 - Lichtermeer (somente na Alemanha)
- 1981 - Distant Love
- 1981 - Rio
- 1981 - Mano
- 1982 - Get Away
- 1982 - Star
- 1982 - Colour My Rainbow (somente na Alemanha)
- 1982 - I Believe In Love
- 1982 - No More Winds To Guide Me (somente na Alemanha)
- 1983 - Ask for Tina
- 1983 - Show Me The Way To Paradise
- 1984 - Late At Night
- 1984 - Standing In The Twilight
- 1985 - It Takes A Lifetime
- 1985 - Lonely Nights
- 1986 - When I Look Into Your Eyes
- 1987 - Help The Children Of Brazil
- 1987 - If You Need A Friend
- 1987 - Break Away
- 1989 - Kom In Mijn Armen
- 1989 - Hey Hey Hey
- 1990 - Ik Wil Alles Met Je Delen
- 1991 - Ik Blijf Naar Jou Verlangen
- 1992 - Stupid Cupid
- 1993 - You And I
- 1993 - Give Me Something
- 1993 - Blue Sunday Morning